# Afmagt (film)
Afmagt er en dansk kortfilm fra 1998 instrueret af Martin Schmidt og efter manuskript af Peter Johansen.

## Handling
Det ensomt beliggende mørke hus gemmer på en frygtelig hemmelighed. Fra barneværelset kværner grammofonen lystigt "Det er sommer, det er sol og det er søndag", men barnet mangler. Daniel døde ved en ulykke, og hans mor plages af sorg og skyld. Hun ser hele tiden Daniel, men også hans skræmmende fantasifigur, Lillemanden, med den skinnende, skarpe barberkniv. En mystisk natlig gæst dukker frem af regnen. Han kender hemmeligheden.

## Medvirkende
- Puk Scharbau, Ellen
- Jens Jørn Spottag, Poul
- Peter Mygind, Fremmed
- Jesper Dragsbæk, Daniel
- Keijo J. Salmela, Lillemanden